# 竹脇又一郎
竹脇 又一郎（たけわき またいちろう、1901年7月11日 - 1979年6月29日）は、日本の物理学者。主な著書に「物理学」（三省堂）がある。大阪大学名誉教授。

## 略歴
- 富山県出身[1]
- 1922年（大正11年） - 第四高等学校卒業[1]。
- 1925年（大正14年） - 京都帝国大学理学部卒業、理化学研究所研究生となる[1]。
- 1936年（昭和11年） - 旧制浪速高等学校教授に就任。
- 1950年（昭和25年） - 大阪大学教授に就任。
- 1965年（昭和40年） - 大阪電気通信大学教授に就任。
- 1971年（昭和46年） - 勲三等瑞宝章を受章[1]。